# Chicago Blackhawks
Os Chicago Blackhawks (soletrado Black Hawks antes de 1986) são um time profissional de hóquei no gelo da cidade de Chicago, Illinois, Estados Unidos. Eles são membros da Divisão Central da Conferência Oeste da National Hockey League (NHL). Venceram a Stanley Cup seis vezes e foram campeões de divisão catorze vezes desde sua fundação em 1926. Os Blackhawks são um dos times "Seis Originais" da NHL, junto com Boston Bruins, Montreal Canadiens, Toronto Maple Leafs, New York Rangers e Detroit Red Wings. Desde 1994 os Blackhawks mandam seus jogos no United Center, após 60 anos no Chicago Stadium. Na temporada de 2009-10, o Chicago Blackhawks sagrou-se campeão da Copa Stanley depois de uma espera de 49 anos. Na temporada 2012-13 a equipe voltou a fazer uma grande campanha e alcançou sua quinta conquista após derrotar o Boston Bruins na final, o primeiro time a repetir o título desde o locaute de 2004. A temporada 2014-15 marcou o terceiro título em seis anos, dessa vez com o jogo decisivo no United Center e após duas conquistas como visitante, voltando a conquistar a Copa Stanley em casa depois de 77 anos.

## História

### Fundação
Em 1º de Maio de 1926, a NHL premiado com uma franquia de expansão para Chicago para um consórcio liderado pelo ex-astro do futebol americano Huntington Hardwick de Boston. Na mesma reunião, Hardwick dispostos a compra dos jogadores do Portland Rosebuds da Western Hockey League por US $ 100.000 do presidente WHL Frank Patrick em um acordo mediado pelo proprietário Boston Bruins 'Charles Adams. [2] No entanto, apenas um mês depois Huntwick de grupo vendeu para Chicago magnata café Frederic McLaughlin. [3]
McLaughlin tinha sido um comandante com o 333 Machine Gun Batalhão da Divisão de Infantaria 86 durante a Primeira Guerra Mundial [4] Esta divisão foi apelidado de "Divisão Blackhawk", depois de um nativo americano da nação Sauk, Black Hawk, que foi um proeminente figura na história de Illinois. [4] McLaughlin nomeado o novo time de hóquei em honra da unidade militar, tornando-se um dos muitos nomes da equipe de esportes, usando os nativos americanos como ícones. No entanto, ao contrário da divisão militar, o nome do time foi escrito em duas palavras como os "Black Hawks" até 1986, quando o clube tornou-se oficialmente o "Blackhawks", com base na ortografia encontrado nos documentos originais de franquia.
Os Black Hawks começou a jogar na temporada de 1926-1927, juntamente com novas franquias de expansão Detroit Cougars e New York Rangers. McLaughlin teve um papel muito ativo na gestão da equipe, apesar de não ter nenhum fundo no esporte. McLaughlin contratou Bill Tobin, um ex-goleiro que tinha jogado na liga ocidental, como seu assistente, mas dirigiu a equipe se. Ele também estava muito interessado em promover jogadores de hóquei norte-americanos, em seguida, muito raro no hóquei profissional. Vários deles, incluindo Doc Romnes, Taffy Abel, Alex Levinsky, Mike Karakas e Cully Dahlstrom, tornaram-se grampos com o clube, e sob McLaughlin, os Black Hawks foram o primeiro time da NHL com um lineup só com jogadores estadunidenses.
A ressurreição dos Blackhawks se marcou após a morte do impopular dono Bill Wirtz em 2007. O time foi assumido por seu filho Rocky, que resolveu refazer algumas políticas controversas do pai, como não transmitir jogos em casa pela televisão, buscando uma nova base de fãs. Sob o treinador Joel Quenneville e com uma equipe jovem que incluía o capitão Jonathan Toews, o atacante Patrick Kane e o zagueiro Duncan Keith, os Blackhawks se tornaram uma das equipes mais competitivas da NHL, atraindo fãs que graças à grande capacidade do United Center deixaram a equipe no topo das estatísticas de público. Na 2009-10, os Blackhawks quebraram uma seca de 49 anos ao conquistar a Copa Stanley diante do Philadelphia Flyers no Wachovia Center. Três anos depois, na temporada encurtada por locaute de 2013, os Blackhawks conquistaram o Troféu dos Presidentes como melhor equipe da temporada regular, e na pós-temporada venceram o Boston Bruins no TD Garden para se tornar a primeira equipe com dois títulos da Copa Stanley desde o locaute de 2004-05. Na temporada de 2014-15, os Blackhawks conquistaram o terceiro título em 6 anos e primeiro em casa desde 1938, dessa vez diante do Tampa Bay Lightning.

## Público
O ginásio dos Blackhawks desde 1994, o United Center, é um dos maiores da NHL. Em lugares sentados, o espaço para 19,717 espectadores só é superado pelo Bell Centre de Montreal (21,287) e a Joe Louis Arena em Detroit (20,027). Com torcedores em pé, o United Center tem a maior capacidade com 22,428. Consequentemente, desde 2008 os Blackhawks lideram as estatísticas de público da NHL.
| Médias de público no United Center |                |        |
| Temporada                          | Comparecimento | Média  |
| ---------------------------------- | -------------- | ------ |
| 1994–95*                           | 499,445        | 20,832 |
| 1995–96                            | 835,971        | 20,390 |
| 1996–97                            | 795,165        | 19,396 |
| 1997–98                            | 752,611        | 18,350 |
| 1998–99                            | 710,530        | 17,329 |
| 1999–2000                          | 667,237        | 16,274 |
| 2000–01                            | 614,875        | 14,996 |
| 2001–02                            | 638,324        | 15,568 |
| 2002–03                            | 606,580        | 14,794 |
| 2003–04                            | 543,374        | 13,253 |
| 2005–06                            | 546,075        | 13,318 |
| 2006–07                            | 521,809        | 12,727 |
| 2007–08                            | 689,377        | 16,814 |
| 2008–09                            | 871,337        | 21,783 |
| 2009–10                            | 854,267        | 21,356 |
| 2010–11                            | 878,356        | 21,423 |
| 2011–12                            | 882,874        | 21,533 |
| 2012–13*                           | 522,619        | 21,775 |
| 2013–14                            | 864,624        | 21,615 |
| 2014-15                            | 892,532        | 21,769 |

*-Temporada encurtada.

## Jogadores
Atualizado em  Julho de 2016
| Goleiros | Goleiros       | Goleiros       | Goleiros | Goleiros  | Goleiros                |
| Número   |                | Nome           | Luva     | Adquirido | Local de Nascimento     |
| -------- | -------------- | -------------- | -------- | --------- | ----------------------- |
| 50       | Canadá         | Corey Crawford | E        | 2003      | Montréal, Quebec        |
| 33       | Estados Unidos | Scott Darling  | E        | 2014      | Newport News , Virginia |

| Defensores | Defensores      | Defensores          | Defensores | Defensores | Defensores                   | Defensores |
| Número     |                 | Nome                | Tacada     | Adquirido  | Local de Nascimento          |            |
| ---------- | --------------- | ------------------- | ---------- | ---------- | ---------------------------- | ---------- |
| 51         | Canadá          | Brian Campbell      | E          | 2016       | Strathroy, Ontario           |            |
| 52         | Suécia          | Erik Gustafsson     | E          | 2015       | Nynäshamn, Suécia            |            |
| 4          | Suécia          | Niklas Hjalmarsson  | E          | 2005       | Eksjö, Suécia                |            |
| 2          | Canadá          | Duncan Keith        | E          | 2002       | Winnipeg, Ontario            |            |
| -          | República Checa | Michal Kempny       | E          | 2016       | Hodonin, República Tcheca    |            |
| 32         | República Checa | Michal Rozsival     | D          | 2013       | Vaslim, República Tcheca     |            |
| 7          | Canadá          | Brent Seabrook      | D          | 2003       | Richmond, Colúmbia Britânica |            |
| 43         | Suécia          | Viktor Svedberg     | E          | 2013       | Gotemburgo, Suécia           |            |
| 57         | Estados Unidos  | Trevor van Riemsdyk | D          | 2014       | Middletown, Nova Jérsia      |            |

| Atacantes | Atacantes      | Atacantes          | Atacantes | Atacantes | Atacantes | Atacantes                 |
| Número    |                | Nome               | Tacada    | Posição   | Adquirido | Local de Nascimento       |
| --------- | -------------- | ------------------ | --------- | --------- | --------- | ------------------------- |
| 15        | Rússia         | Artem Anisimov     | E         | C         | 2015      | Yaroslavl, Rússia         |
| 11        | Canadá         | Andrew Desjardins  | E         | C         | 2015      | Lively, Ontario           |
| 16        | Suécia         | Marcus Kruger      | E         | C         | 2009      | Estocolmo, Suécia         |
| 19        | Canadá         | Jonathan Toews (C) | E         | C         | 2006      | Winnipeg, Manitoba        |
| 53        | Canadá         | Brandon Mashinter  | E         | LW        | 2013      | Bradford, Ontario         |
| 72        | Rússia         | Artemi Panarin     | D         | LW        | 2015      | Korkino, Rússia           |
| 81        | Eslováquia     | Marian Hossa       | E         | RW        | 2009      | Stará Ľubovňa, Eslováquia |
| 88        | Estados Unidos | Patrick Kane       | E         | RW        | 2007      | Buffalo, Nova York        |
| 14        | Eslováquia     | Richard Panik      | E         | RW        | 2016      | Martin, Eslováquia        |

## Números Aposentados
| No. | Jogador        | Posição | Carreira         | Ano da Aposentadoria |
| --- | -------------- | ------- | ---------------- | -------------------- |
| 1   | Glenn Hall     | G       | 1957–67          | 20 de Novembro 1988  |
| 3   | Keith Magnuson | D       | 1969–80          | 12 de Novembro 2008  |
| 3   | Pierre Pilote  | D       | 1955–68          | 12 de Novembro 2008  |
| 9   | Bobby Hull     | LW      | 1957–72          | 18 de Dezembro 1983  |
| 18  | Denis Savard   | C       | 1980–90, 1995–97 | 19 de Março 1998     |
| 21  | Stan Mikita    | C       | 1958–80          | 19 de Outubro 1980   |
| 35  | Tony Esposito  | G       | 1969–84          | 20 de Novembro 1988  |